# Стадион имени Н. П. Симоняна
Стадио́н и́мени Ники́ты Па́вловича Симоня́на (до 24 января 2020 года — «Ю́ность») — стадион в городе Армавире Краснодарского края. Открыт в 1925 году. Домашняя арена местного футбольного клуба «Армавир».

## Общие сведения
На стадионе проводятся соревнования по футболу и легкой атлетике, а также различные городские соревнования и праздничные мероприятия.

## История
Стадион построен в 1925 году. На тот момент вместимость была 5000 зрителей.
В 2007 году была начата масштабная поэтапная реконструкция спортивного сооружения, в ходе которой была отремонтирована и приведена в порядок инфраструктура арены и прилегающая территория, а также установлены новые осветительные прожекторы и 3650 пластиковых кресел. С 25 декабря 2015 года по 1 марта 2016 года прошёл завершающий этап реконструкции, после чего обновлённый стадион был сдан в эксплуатацию.
24 января 2020 года решением Армавирской городской думы стадиону было присвоено имя Н. П. Симоняна.